# Erudiție

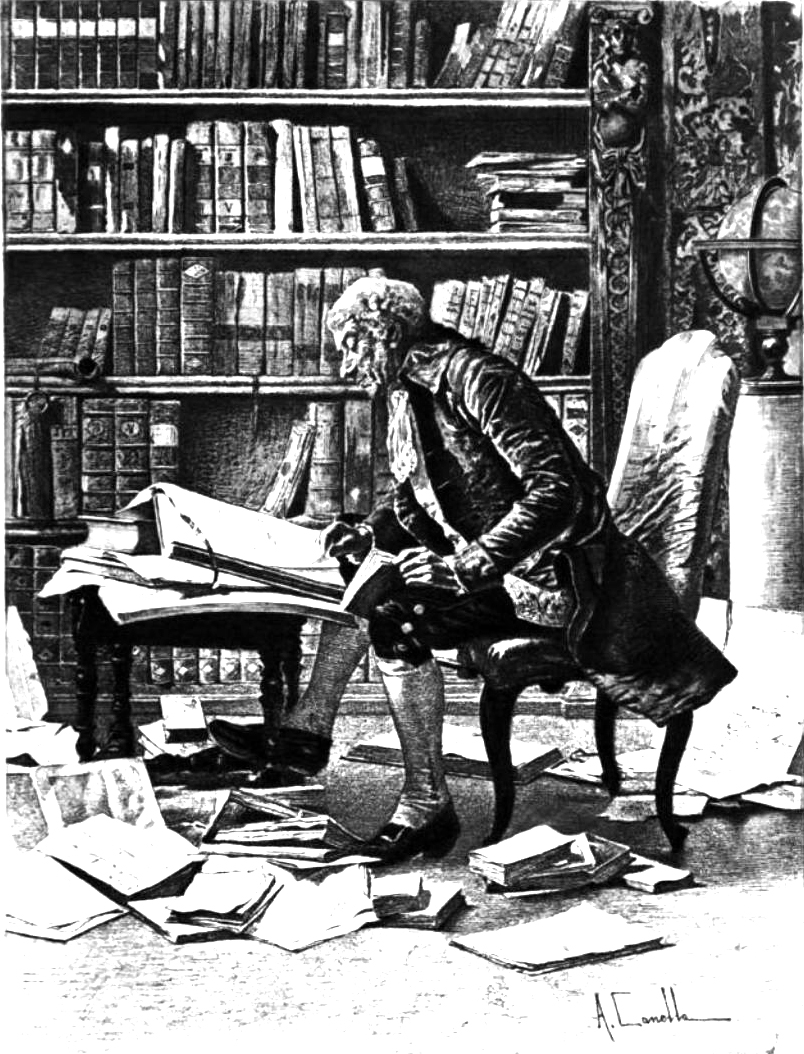
Un cercetător erudit.

Erudiția, cuvânt originar din latinescul eruditio („instrucție, cunoaștere, știință, învățare”), desemnează o cunoaștere temeinică și aprofundată a unui subiect vast rezultată mai degrabă din citirea și studierea documentelor consacrate lui decât studiilor școlare. 

## Definiție
Conform Centre national de ressources textuelles et lexicales (CNRTL), erudiția poate fi definită drept: „practicarea unei metode de adunare a unor documente numeroase și deseori exhaustive în scopul cercetării lor”.
Prestigioasa enciclopedie generală franceză Encyclopédie, ou dictionnaire raisonné des sciences, des arts et des métiers dă următoarea definiție a termenului: 
Erudiția, considerată în raport cu starea actuală a literelor, conține trei ramuri principale: cunoașterea istoriei, cea a limbilor și cea a cărților. [...] Cunoașterea cărților presupune, cel puțin până la un anumit punct, cunoașterea subiectelor pe care le tratează și a autorilor; dar ea constă în principal în cunoașterea ideilor pe care savanții le-au dobândit din aceste lucrări, a utilității care se poate extrage din citirea lor, a anecdotelor referitoare la autori și la cărți, a diferitelor ediții și a alegerii care trebuie făcute între ele.